# 31 octobre 1951
Le mercredi 31 octobre 1951 est le 304e jour de l'année 1951.

## Naissances
- Abderrahmane Hadj-Nacer, économiste algérien
- Abdoulaye Sarr], joueur et entraîneur de football sénégalais
- Anne Bregani, écrivaine, poète et enseignante vaudoise
- Dan Spring, hockeyeur sur glace américain
- Dave Trembley, manager américain de baseball
- François Bracci, footballeur français
- Luis Antonio de Villena, écrivain espagnol
- Marcia Langton, anthropologue australien
- Mario Castillo, joueur de football salvadorien
- Nick Saban, entraîneur de football américain
- Pierre Grillet, parolier de chansons de variétés
- Sándor Zombori, footballeur hongrois

## Décès
- Alfred Chabloz (né le 24 octobre 1866), peintre suisse
- Harold Miles (né le 4 avril 1892), artiste du domaine du cinéma et directeur artistique américain
- Jean Boissonnas (né le 4 octobre 1867), homme politique suisse